# 한덕수 국무총리 탄핵소추
한덕수 국무총리 탄핵소추는 2024년 12월 27일 당시 국무총리이자 대통령 권한대행인 한덕수를 헌법재판관 임명 거부, 비상계엄에서의 묵인 또는 동조 등의 이유로 국회에서 탄핵소추안을 발의하여 가결된 사건이다.
한덕수 국무총리의 탄핵소추는 2024년 12월 3일 윤석열 대통령의 비상계엄령 단행으로 국회에서 대통령 탄핵소추안이 통과되고 대통령 권한대행으로 취임한 지 10일 만에 이루어졌다. 야당인 더불어민주당 원내대표 박찬대는 한덕수가 윤석열과 김건희에 대한 특별검사 법안을 공포하는 것을 거부하자 12월 24일 한덕수에 대한 탄핵 계획을 발표했다. 국회가 추천한 헌법재판소 판사 3명을 임명하지 않자 12월 26일에 공식적으로 탄핵안이 제출되었다.
우원식 국회의장이 한덕수가 대통령이 아닌 국무위원임을 이유로 단순 과반수 표결로 탄핵소추안을 통과시킬 수 있다고 판결한 후, 12월 27일 국회에서 국민의힘 소속 의원들이 불참한 채 탄핵소추안이 가결되었다. 이로 인해 한덕수의 국무총리 및 권한대행 직무가 정지되었으며 최상목 경제부총리 겸 기획재정부장관이 대통령 권한대행을 맡았다.
한덕수 국무총리의 탄핵심판은 약 4달간 이어졌으며 2025년 3월 24일 헌법재판소는 기각 5, 각하 2, 인용 1의 의견으로 최종 기각 결정을 내렸다. 기각 결정과 함께 한덕수 국무총리는 대통령 권한대행직에 복귀하게 되었다.

## 배경

### 윤석열 대통령 탄핵소추
2024년 12월 3일 밤 윤석열 대통령은 더불어민주당의 '입법독재'를 사유로 비상계엄을 전격 선포하였다. 선포 후 국회에서는 계엄군의 장악 시도에도 불구하고 계엄령 해제 결의안을 약 2시간여 만에 통과시켰고, 윤석열 대통령은 6시간 뒤 계엄령을 공식 해제하였다.
계엄 해제 후 더불어민주당을 비롯한 야당은 윤석열 대통령에 대한 탄핵을 추진하였으며, 12월 7일 국회에 탄핵안이 상정되었으나 여당인 국민의힘의 표결 보이콧으로 정족수를 채우지 못해 폐기되었다. 이후 윤석열 대통령 탄핵 운동과 함께 국민들의 극심한 비판 여론이 들끓자, 12월 14일 재상정된 대통령 탄핵안에 국민의힘 의원들이 참여하고, 가결에 필요한 원내 의석수 3분의 2 이상을 충족시키며 통과되었다.
윤석열 대통령의 직무 정지로 한덕수 국무총리는 직무대행 1순위로서 대통령 권한대행이 되었다. 그러나 한덕수 국무총리 역시 계엄 당일 국무회의에 참석해 이를 의결했다는 점에서 내란죄 혐의 수사를 진행중인 경찰로부터 피의자 신분으로 소환된 상태였기에, 계엄사태의 관계자에게 국정수습을 맡길 수 없다는 비판 여론이 제기되었다.
그러나 대통령 탄핵소추 직후 원내 제1당인 더불어민주당은 우선적으로 국정혼란 최소화를 위해 한 총리에 대한 탄핵을 추진하지 않겠다는 입장을 보였다. 원내대표 박찬대는 한덕수 총리에 대해 "어지러움을 빨리 해결해야 한다"고 밝혔으며, 이재명 대표 역시 "너무 많은 탄핵은 국정 혼선을 초래한다"며 탄핵절차를 밟지 않겠다는 입장을 밝혔다.

### 농업4법과 쌍특검법
비상계엄 선포 이전인 11월 28일, 더불어민주당의 주도로 국회에서 양곡관리법, 농어업 재해대책법 등 '농업 4법'과 국회법, 국회증언감정법 개정안 등 법안 6개가 통과되었다. 선포 이후인 12월 9일에는 야당의 주도로 내란 특검법과 김건희 여사 특검법 (이른바 '쌍특검법')도 국회에서 통과되었다.
농업4법을 비롯한 6개 법안은 12월 6일 정부로 이송되었으나 농림축산식품부와 기획재정부 등 관계부처는 윤석열 대통령에 거부권 (재의요구권) 행사를 제안하였고, 국민의힘 권성동 원내대표 역시 대통령 탄핵안 통과 전날인 12월 13일 윤석열 대통령에 대통령 고유의 권한인 거부권 (재의요구권) 행사를 제안한 상황이었다.
한덕수 대통령 권한대행은 농업4법에 대해 반대 입장을 표하였으며, 과거 김건희 여사 특검법에 대한 윤석열 대통령의 거부권 의결에서도 동의하였던 만큼, 이들 법안에 대해 거부권을 행사할지의 여부가 주목되었다.

## 탄핵 소추

### 거부권 행사와 쌍특검법 공포 거부
12월 15일 우원식 국회의장을 접견한 한덕수 권한대행은 "정부의 모든 판단 기준을 헌법과 법률, 국가의 미래에 두겠다"고 발언했다는 점에서 거부권 행사를 비롯한 현안에 있어 소신껏 결정하겠다고 밝혔으나, 내부적으로는 권한대행의 대통령 권한행사의 정당성과 야당의 탄핵 압박에 고심이 깊은 것으로 해석되었다.
민주당은 한덕수 총리를 향해 권한대행으로서 인사권, 거부권이 없음을 강조하며 중립성 유지를 요구하고, 이들 법안에 대한 거부권 행사를 중립성의 판단 근거로 삼았다. 대통령 탄핵소추 이틀 뒤인 12월 16일 더불어민주당은 한덕수 대통령 권한대행이 법률안 거부권을 행사할 시 "탄핵사유에 해당된다"는 입장을 밝히며 통과 압박에 나섰다.
12월 17일 한덕수 대통령 권한대행은 첫 국무회의에서 농업4법을 비롯한 6개 법안을 상정하지 않고 보류를 결정하며, 야당과의 협의에 무게를 실었다. 당시 거부권 행사 기한은 12월 21일까지였으므로, 그 전에 임시국무회의를 열어 결정하는 것으로 조정하며 숙고를 거듭하는 모습을 보였다. 이후 12월 19일 오전 한덕수 권한대행은 임시 국무회의를 열어 6개 법안에 대한 거부권을 행사하였다.
앞서 한 권한대행이 거부권을 행사 시 "내란수괴 윤석열의 뜻을 따르겠다는 선언"이라 압박수위를 높이던 민주당은 즉각 반발하는 입장을 보였다. 조승래 민주당 수석대변인은 "입법권 침해"라고 비판하며 특검법의 조속한 공포와 현재 공석인 헌법재판관의 국회 추천 임명에 협조할 것을 주문했다. 노종면 민주당 원내대변인은 "한 권한대행은 대통령이 아니고 내란 사건 피의자"임을 재확인하며 "선 넘지 말라"고 압박수위를 높였으며, 원내 제3당인 조국혁신당은 한덕수 총리에 대해 "내란 공범"이라면서 즉각 탄핵을 소추할 것을 주장하였다.
법안 거부권 행사에 이어 국무총리실은 내란 특검법과 김건희 특검법 등 이른바 '쌍특검법'에 대해서도 공포 여부를 결정할 수 있는 최대 기한인 12월 31일까지 검토하겠다며 숙고하겠다는 입장을 밝혔다. 민주당은 12월 24일까지 내란 수사를 위해 특검법을 공포하라고 촉구하였으나, 12월 24일 당일 한덕수 권한대행은 국무회의에서 내란 특검법과 김건희 특검법 등 '쌍특검법'에 대해 위헌소지의 여부가 있는 이유로 거부권 행사를 시사하였다. 한 권한대행은 "특검법 처리나 헌법재판소 재판관 임명처럼 정치적 견해가 충돌하는 현안을 현명하게 처리하려면 여야가 머리를 맞대야 한다"는 입장을 밝혔다.

### 헌법재판관 임명 거부와 국회의 탄핵소추
| 대한민국 국회 국무총리(한덕수) 탄핵소추안 | 대한민국 국회 국무총리(한덕수) 탄핵소추안 |
| 재적 300명 중 과반인 151명 동의 필요      | 재적 300명 중 과반인 151명 동의 필요      |
| 선택                                      | 득표                                      |
| ----------------------------------------- | ----------------------------------------- |
| 가                                        | 192 / 300                                 |
|                                           |                                           |
| 미투표                                    | 108 / 300                                 |

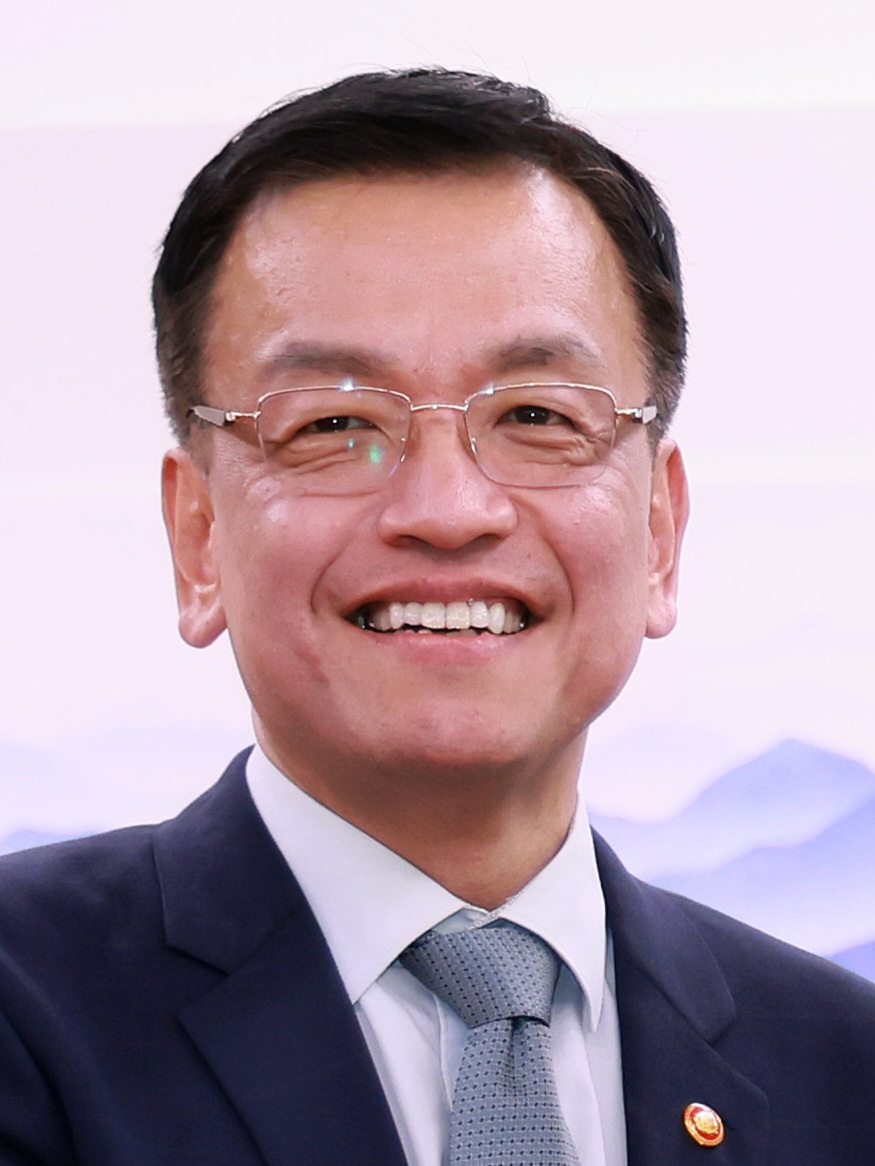
한덕수 탄핵 이후 최상목 경제부총리가 대통령 권한대행을 맡게 되었다.

한 총리가 여야 합의를 이유로 특검법을 수용하지 않는 모습을 보이자, 12월 24일 민주당 박찬대 원내대표는 한덕수가 "시간을 지연해 내란을 지속시키겠다는 것 외에 달리 해석할 길이 없다"라고 말하며 한덕수 권한대행의 탄핵 계획을 발표했다.
12월 26일 국회는 헌법재판소의 재판관 3인에 대한 임명동의안을 통과시켰고, 국민의힘은 인준 투표에 참여하지 않았다. 그러나 한덕수 권한대행은 헌법재판관 임명에 대해서도 여야 합의가 필요하다고 말하며 이들의 임명을 차단했다. 이에 민주당은 한 권한대행이 헌정질서의 수습보다는 혼란을 가중시키고 있다는 이유를 들어, 같은 날 한덕수 권한대행에 대한 탄핵소추안을 정식으로 제출했고 본회의 표결은 12월 27일로 예정했다.
12월 27일 오후 2시 본회의에서의 표결 전 우원식 국회의장은 한덕수가 국무총리 지위를 감안해 단순 과반수인 151표로 탄핵될 수 있다고 판단했다. 이에 국민의힘 의원들은 우 의장의 결정에 반대하며 우원식 국회의장의 사임을 요구하였고, 회기가 진행되는 동안 "원천무효"라고 구호를 외쳤다. 국민의힘 소속 의원 전원이 투표에 불참한 가운데 한덕수 총리는 12월 27일 국회의원 192명의 찬성으로 탄핵되었으며, 최상목 경제부총리가 대통령 권한대행 겸 국무총리가 되었다. 한덕수는 대한민국 최초로 탄핵된 대통령 권한대행이 되었다.
한덕수는 "국회의 결정을 존중하며, 더이상의 혼란과 불확실성을 보태지 않기 위하여 관련법에 따라 직무를 정지한다"라고 밝혔다. 민주당 이재명 대표는 "어떠한 반란과 역행도 제압하겠다"며 "국민의 명령에 따라 한덕수 국무총리를 탄핵한다"고 밝혔다. 국민의힘은 헌법재판소에 권한쟁의심판 소송과 효력정지 가처분을 신청했다.
탄핵 이후 한 국무총리의 권한대행을 이어받은 부총리 겸 기획재정부 장관 최상목은 12월 27일 투표 전 한 국무총리의 탄핵은 한국의 경제적 지위에 심각한 영향을 미칠 것이라고 경고하고 야당에 재고를 부탁했다.

## 탄핵 심판
탄핵 가결 직후 헌법재판소에 의결서가 제출되어 심판절차가 개시되었으며, 2024년 12월 30일 헌법재판소에서 문형배 헌법재판소장의 주도로 재판관회의가 진행되었다. 2025년 1월 6일 헌법재판소는 탄핵심판 첫 변론 준비절차를 1월 13일 오후 4시로 국회와 한 총리 측에 통보하였다.
2025년 1월 13일 1차 변론준비기일, 2월 5일 2차 변론준비기일이 열렸으며, 2월 19일에는 1차 변론기일이 진행되었다. 이날 변론의 쟁점은 탄핵소추의 절차적 문제로, 대통령 권한대행에 대한 탄핵소추 의결정족수가 대통령 소추에 준하는 재적의원 3분의 2 (200석) 이상인지, 국무위원 기준인 재적의원 과반수 (151명) 이상인지를 놓고, 청구인인 국회 측은 후자의 기준을, 피청구인인 한덕수 국무총리는 전자의 기준을 주장하였다. 헌법재판소는 증거 채택과 조사, 청구인과 피청구인의 최후진술을 진행한 뒤 1차 변론기일만에 재판을 종결하였다.
2025년 3월 24일 헌법재판소는 최종선고에서 기각 5, 각하 2, 인용 1의 의견으로 탄핵을 기각했다. 기각 의견을 낸 5인 가운데 문형배, 이미선, 김형두, 정정미 재판관의 4인은 한 총리의 헌법재판관 후보자 임명을 보류한 것이 헌법과 법률 위반에는 해당되나 파면의 정당화 사유에는 해당되지 않는다고 보았다. 나머지 탄핵 사유에 해당되는 국민의힘 대표와의 공동 국정운영체제 시도, 특검법 거부권 행사에 대해서도 탄핵사유로 받아들이지 않았으며, 내란 특검 후보자 추천지연에 대해서는 정정미 재판관의 인용의견이 있었다. 탄핵소추의 의결정족수에 대한 각하 주장에 관해서는 "본래 신분상 지위에 따른 의결정족수를 적용해야 한다"는 결론을 내렸다.
헌재의 기각 결정으로 한덕수 국무총리는 3월 24일부로 87일만에 대통령 권한대행 직무에 복귀했다.

## 같이 보기
- 2024년 대한민국 비상계엄
- 윤석열 대통령 탄핵